# Coppa del mondo di corsa in montagna 2015
La Coppa del mondo di corsa in montagna 2015 si è disputata su sei prove sotto il nome di "WMRA Grand Prix" . La coppa maschile è stata vinta da Andrew Douglas, quella femminile da Sarah Tunstall.

## Gare di coppa del mondo 2015
Per il 2015 le gare valevoli per la coppa del mondo erano sei, contano i migliori quattro risultati. Un atleta entra in classifica finale a condizione di aver raccolto punti in almeno due competizioni valevoli per la coppa.
| Gara | Nome della gara         | Luogo di svolgimento | Data         | Nazione     |
| ---- | ----------------------- | -------------------- | ------------ | ----------- |
| 1    | Tek na Ratitovec        | Železniki            | 7 giugno     | Slovenia    |
| 2    | Montée du Grand Ballon  | Willer-sur-Thur      | 14 giugno    | Francia     |
| 3    | Tek na Grintovec        | Kamnik               | 26 luglio    | Slovenia    |
| 4    | Asitzgipfel Berglauf    | Leogang              | 6 settembre  | Austria     |
| 5    | Mondiali a Betws-y-Coed | Betws-y-Coed         | 19 settembre | Regno Unito |
| 6    | Smarna Gora             | Lubiana              | 3 ottobre    | Slovenia    |

## Punteggi
Ecco come sono stati ripartiti i punti per la coppa del mondo 2015. Dal primo al decimo rango. Per la gara finale, la Smarna Gora, e per i campionati del mondo vengono attribuiti maggiori punti (fino al quindicesimo).
| Rango | Punti | Punti gara finale e mondiale |
| ----- | ----- | ---------------------------- |
| 1°    | 100   | 125                          |
| 2°    | 80    | 100                          |
| 3°    | 60    | 80                           |
| 4°    | 50    | 70                           |
| 5°    | 45    | 60                           |
| 6°    | 40    | 55                           |
| 7°    | 35    | 50                           |
| 8°    | 30    | 45                           |
| 9°    | 25    | 40                           |
| 10°   | 20    | 35                           |

| Rango | Punti | Punti gara finale e mondiale |
| ----- | ----- | ---------------------------- |
| 11°   |       | 30                           |
| 12°   |       | 25                           |
| 13°   |       | 20                           |
| 14°   |       | 15                           |
| 15°   |       | 10                           |

## Uomini
Classifica finale
| Pos. | Atleta          | Anno | Nazione     | Gara 1 | Gara 2 | Gara 3 | Gara 4 | Gara 5 | Gara 6 | Totale |
| ---- | --------------- | ---- | ----------- | ------ | ------ | ------ | ------ | ------ | ------ | ------ |
| 1    | Andrew Douglas  | 1986 | Regno Unito | 100    | 60     |        | 25     | 55     | 60     | 275    |
| 2    | Robbie Simpson  | 1991 | Regno Unito |        | 50     |        | 45     | 80     | 80     | 255    |
| 3    | Fred Musobo     | 1996 | Uganda      |        |        |        |        | 125    | 125    | 250    |
| 3    | David Schneider | 1981 | Svizzera    | 80     |        | 60     | 40     |        | 70     | 250    |
| 5    | Petro Mamu      | 1990 | Eritrea     |        | 100    |        | 80     |        |        | 180    |
| 6    | Francis Wangari | 1990 | Kenya       |        |        | 80     | 60     |        |        | 140    |
| 7    | Alex Baldaccini | 1988 | Italia      |        |        |        |        | 25     | 100    | 125    |
| 8    | Miran Cvet      | 1968 | Slovenia    | 60     |        |        |        |        | 55     | 115    |
| 9    | Simon Alic      | 1971 | Slovenia    | 35     |        | 35     |        |        | 30     | 100    |
| 10   | Rok Bratina     | 1994 | Slovenia    |        |        | 50     | 20     |        | 25     | 95     |
| 11   | Peter Lamovec   | 1984 | Slovenia    | 40     |        |        |        |        | 40     | 80     |
| 12   | Gasper Bregar   | 1990 | Slovenia    | 30     |        |        |        |        | 45     | 75     |
| 13   | Sandor Szabo    | 1993 | Ungheria    | 50     | 20     |        |        |        |        | 70     |
| 14   | Piotr Czapla    | 1990 | Polonia     | 25     | 30     |        |        |        |        | 55     |

## Donne
Classifica finale
| Pos. | Atleta              | Anno | Nazione     | Gara 1 | Gara 2 | Gara 3 | Gara 4 | Gara 5 | Gara 6 | Totale |
| ---- | ------------------- | ---- | ----------- | ------ | ------ | ------ | ------ | ------ | ------ | ------ |
| 1    | Sarah Tunstall      | 1986 | Regno Unito |        | 100    |        | 80     | 70     | 125    | 375    |
| 2    | Timea Merenyi       | 1971 | Ungheria    | 80     | 60     | 80     | 60     |        |        | 280    |
| 3    | Dominika Wisniewska | 1986 | Polonia     | 60     | 50     |        | 35     |        | 80     | 225    |
| 4    | Karmen Klancnik     | 1990 | Slovenia    | 40     |        | 100    | 25     |        | 40     | 205    |
| 5    | Emma Clayton        | 1988 | Regno Unito |        | 80     |        |        | 80     |        | 160    |
| 5    | Jana Bratina        | 1987 | Slovenia    | 50     |        | 50     |        |        | 60     | 160    |
| 5    | Alice Gaggi         | 1987 | Italia      |        |        |        |        | 60     | 100    | 160    |
| 8    | Melanie Noll        | 1984 | Germania    |        | 45     |        | 50     |        |        | 95     |
| 9    | Petra Miklosa       | 1974 | Slovenia    | 25     |        | 45     |        |        | 15     | 85     |
| 10   | Maja Peperko        | 1986 | Slovenia    | 30     |        | 35     |        |        |        | 65     |
| 11   | Mihaela Tusar       | 1966 | Slovenia    | 20     |        | 40     |        |        |        | 60     |